# Muletrain
Muletrain fue un grupo de punk-rock formado en 2003 en Madrid, España. Su sonido era una mezcla de punk, hardcore y thrash metal. Editaron una maqueta, tres LP y diversas canciones para varios recopilatorios.
Sus influencias eram grupos del hardcore y el punk como Aerobitch (del que proceden tres miembros), Poison Idea, Zeke, Black Flag, MC5 o Stooges.
Fueron conocidos en el circuito punk underground, aunque pasaron desapercibidos en los círculos de la música mainstream, y al respecto de esto comentaron: «Si he de serte sincero, no espero absolutamente nada, nosotros vamos a tocar todo lo que podamos y vamos a darlo todo el día que tengamos. [...] Somos conscientes de que el tipo de música que tocamos no es precisamente del gusto de las grandes masas, pero también estamos convencidos de que la propuesta es honesta e interesante».

## Historia
El grupo fue formado en Madrid en 2003 por Mario (Screamin' Mario Loco, también en Chingaleros), e Ivar y Nacho, que procedían del grupo de punk-rock madrileño Aerobitch. Cuando Aerobitch se separó después de casi diez años de carrera, cuatro de sus componentes decidieron seguir con otro nombre y girar hacia sonidos más hardcore. Se decidieron por llamar al grupo Muletrain, título de un viejo tema de country que les gustaba a todos.
El grupo cambió de batería, entrando Servan (Servando Rocha, exbatería del grupo canario Milk Fiction), quedando establecida definitivamente la formación. En enero de 2003 grabaron una maqueta de punk pesado con la intención de moverla por las discográficas, producida por Moncho Campa. Javi, responsable del sello castellonense No Tomorrow se ofreció para editar. Aparece así su primera referencia: Muletrain.
La grabación les abrió las puertas de la discográfica Beat Generation, nacida de un antiguo fanzine del mismo nombre y que ha editado discos de Ratos de Porão, Brujería, Los Crudos, Capitán Entresijos o Webeloss.
Ya en 2004 el grupo volvió en seguida al estudio, esta vez los Estudios Euram, en Madrid, con Sergio Delgado a los mandos. Las sesiones se plasmaron en su primer disco grande: Demolition Preachin', que el grupo dedicó a los recientemente fallecidos Johnny Cash y Joe Strummer (de The Clash). El grupo buscaba la inmediatez y la contundencia sonora grabando en primeras tomas y con una producción cruda y directa. Grabaron toda la instrumentación en un fin de semana, dedicándole más tiempo a las voces. El grupo no se considera abiertamente politizado, pero no por ello rechaza sus inclinaciones políticas, que hacen que sus canciones se centren en el odio hacia el sistema («I'm inside», «Next level» o «Demolition preachin'») y hacia la sociedad del control total sobre el individuo («Black zodiac» o «Riot hop»). El diseño de las carpetas del CD y el LP corrió a cuenta del propio Mario Loco. El disco fue aplaudido por la crítica especializada. Las revistas musicales Ruta 66, Mondosonoro (que les incluyó en su lista de «Lo Mejor del Año») y OX Magazine (que llegó a incluir «Chemical shuttle» en un recopilatorio) y fanzines electrónicos como iPunkRock, Lowcut o Calzada News dieron excelentes críticas al disco. Los responsables del sello No Tomorrow Records se postraron, literalmente, «a los pies de la banda».
Con un directo rápido, intenso y breve, comenzaron una gira de presentación que les terminó llevando a Alemania o a tocar en el Escenario Principal del Festimad en su edición de 2005. Además, durante estos dos años editaron nuevos temas para diferentes recopilatorios, como las versiones de «Desperate for you», «Teenage depression» o «Días de destrucción», de Motörhead, Eddie and The Hot Rods y Espasmódicos, respectivamente.
En noviembre entraron a grabar su siguiente disco. Eligieron esta vez los Estudios Ultramarinos Costa Brava, bajo la dirección de Santi García y Xavi Navarro. Llegaron con quince maquetas que acaban plasmadas en trece canciones interpretadas en apenas 23 minutos, reflejándose así la rapidez que habían adquirido después de tocar en vivo. El resultado fue The Worst Is Yet To Come, esta vez dedicado a Thomas Roberts (de Poison Idea) y Kike Turmix (de The Pleasure Fuckers). Santi García realizó una producción de la que el grupo quedó encantado., La grabación del sonido fue más cuidadosa, con lo que se limaron un poco las aristas respecto al disco anterior. No obstante, el grupo siguió sonando contundente y pesado, incluso en temas como «Back door» o «Uprising howl» en los que buscaron más la melodía. Ivar dio rienda suelta a su sangre eslava grabando el tema «Jag hatar dig» («Te odio») en sueco. De hecho, el odio hacia este mundo volvió a ser la principal motivación del grupo a la hora de escribir los textos. El diseño del disco, muy importante para todos los miembros del grupo, volvió a ser obra de Mario Loco. Los mismos medios que ensalzaron su anterior trabajo vuelven a dar excelentes críticas del nuevo disco.,
A finales de 2006 apareció un segundo EP, con un tema de The Worst Is Yet To Come y dos temas que fueron descartados en su momento en la cara B. En 2007 aparecerían otros dos EP: The Ansar E.P. y «Rocks».
En 2009, sacaron su último LP hasta la fecha: Crashbeat. 25 minutos y 53 segundos -su trabajo más largo- en los que la banda madrileña enriquece su mezcla de punk, hardcore y rock and roll con nuevos matices (guitarras de surf, coros de chicas). Dentro de ese último disco se incorporó el documental sobre Muletrain "Dios salve al rock de estadio" realizado por David Álvarez e Ivar Muñoz-Rojas. Este trabajo fue galardonado en el New York Independent Film & Video Festival 2009 como el Mejor Documental de Música en la categoría Internacional.
El 7 de diciembre de 2009, anunciaron en su Myspace su disolución.

## Miembros
- Screamin' Mario Loco: voz y guitarra.
- Ivar: guitarra solista y coros.
- Nacho: bajo y coros.
- Servan: batería y coros.

## Discografía

### Álbumes
- Demolition Preachin' (Beat Generation, 2004). CD y LP.
- The Worst Is Yet To Come (Beat Generation, 2006). CD y LP.
- Crashbeat (Beat Generation, 2009). CD y LP.

### Singles y EP
- Muletrain (No Tomorrow, 2003). EP en formato 7".
- «Back door» (Discos Subterráneos/Punk Machine Records, 2006). EP en formato 7".
- The Ansar E.P. (Beat Generation, 2007).
- «Rocks» (Sell Our Souls, 2007).

### Participaciones en Recopilatorios
- «Teenage depression» en Greetings from Rock Palace (Rock Palace, 2005). CD.
- «Desperate for you» en Morir con las botas puestas. Homenaje a Motörhead (El Diablo, 2005). CD. Tributo a Motörhead de varias bandas españolas.
- «Feeling fine» en Calzada News (XL Producciones, 2005). CD.
- «Días de destrucción» en Homenaje a Espasmódicos y a la Memoria de Kike Kruel (Potencial Hardcore, 2004). CD + DVD. Disco tributo al grupo punk Espasmódicos.
- «Chemical Shuttle» en We Hate the Underground (The Holy Cobra Society, 2004). CD.